# 施貴鈞
施貴鈞，屏東人，台灣男子羽毛球選手。現為亞柏羽球隊球隊管理。

## 簡歷
2014年1月，代表亞柏球團的施貴鈞再次打進全國羽球排名賽男單決賽，最終以1比2（21-15、16-21、16-21）不敵許仁豪，屈居亞軍。7月，施貴鈞在加拿大羽毛球大獎賽晉級男子單打準決賽，最終以1比2（21-19、17-21）不敵香港選手伍家朗。
2016年3月，闖入懷卡托國際賽男單決賽，最終以1比2（23-21、8-21、8-21）遭越南的阮進明逆轉，獲得亞軍。

## 主要比賽成績
只列出曾進入準決賽的國際賽事成績：
| 年份   | 賽事                     | 公開賽級別 | 項目     | 成績   |
| ------ | ------------------------ | ---------- | -------- | ------ |
| 2010年 | 高雄羽球國際挑戰賽       | 國際挑戰賽 | 男子單打 | 準決賽 |
| 2014年 | 加拿大羽毛球大獎賽       | 大獎賽     | 男子單打 | 準決賽 |
| 2016年 | 懷卡托羽毛球國際賽       | 未來系列賽 | 男子單打 | 亞軍   |
| 2018年 | 馬來西亞羽毛球國際系列賽 | 國際系列賽 | 男子單打 | 準決賽 |

| 2007-2017年 | 首要超級賽 | 超級賽 | 黃金大獎賽 | 大獎賽 | 國際挑戰賽 | 國際系列賽 | 未來系列賽 | 其他 |

| 2018-2026年 | 總決賽 | 超級1000賽 | 超級750賽 | 超級500賽 | 超級300賽 | 超級100賽 | 國際挑戰賽 | 國際系列賽 | 未來系列賽 | 其他 |